# Trinidad (isola)
Trinidad è la più grande delle due isole che costituiscono lo Stato di Trinidad e Tobago (l'altra isola è quella di Tobago).
Con una superficie di (4820 km²), è l'isola maggiormente abitata del Paese. È inoltre la più meridionale delle isole dei Caraibi, distando solamente 11 chilometri dalla costa del Venezuela.

## Città
Con una "m" sono indicate le città con uno status di municipio.
- Arima (m)
- Bonasse
- California
- Cantaro
- Carenage
- Chaguanas (m)
- Couva
- Curepe
- Débé
- Fullarton
- Fyzabad
- Guaico
- Guayaguayare
- La Brea
- Matelot
- Moriah
- Moruga
- Morvant
- Palo Seco
- Plaisance
- Point Fortin (m)
- Port of Spain (m)
- Princes Town
- Redhead
- Rio Claro
- Salibea
- Saint Joseph
- San Fernando (m)
- Sangre Grande
- Siparia
- Toco
- Tabaquite
- Tunapuna
- Valsayn